# Bajesova mreža
Bajesova mreža (takođe poznat kao Bajesova mreža, Bajesov net, mreža verovanja ili mreža odluka) je probabilistički grafički model koji predstavlja skup promenljivih i njihovih uslovnih zavisnosti preko usmerenog acikličkog grafa (DAG). Iako je to jedan od nekoliko oblika kauzalne notacije, kauzalne mreže su posebni slučajevi Bajesovih mreža. Bajesove mreže su idealne za uzimanje događaja koji se dogodio i predviđanje verovatnoće da je bilo koji od nekoliko mogućih poznatih uzroka faktor koji doprinosi. Na primer, Bajesova mreža bi mogla da predstavlja verovatne odnose između bolesti i simptoma. S obzirom na simptome, mreža se može koristiti za izračunavanje verovatnoće prisustva različitih bolesti.
Efikasni algoritmi mogu da izvode zaključak i učenje u Bajesovim mrežama. Bajesove mreže koje modeliraju sekvence varijabli (npr. govornih signala ili proteinskih sekvenci) nazivaju se dinamičke Bajesove mreže. Generalizacije Bajesovih mreža koje mogu da predstavljaju i rešavaju probleme odlučivanja pod neizvesnošću nazivaju se dijagrami uticaja.

## Literatura
- Ben Gal, Irad (2007). „Bayesian Networks” (PDF).  Ур.: Ruggeri, Fabrizio; Kennett, Ron S.; Faltin, Frederick W. Support-Page. Encyclopedia of Statistics in Quality and Reliability. John Wiley & Sons. ISBN 978-0-470-01861-3. doi:10.1002/9780470061572.eqr089 . Архивирано из оригинала (PDF) 2016-11-23. г. Приступљено 2007-08-27.
- Bertsch McGrayne, Sharon (2011). The Theory That Would not Die. New Haven: Yale University Press.
- Borgelt, Christian; Kruse, Rudolf (март 2002). Graphical Models: Methods for Data Analysis and Mining. Chichester, UK: Wiley. ISBN 978-0-470-84337-6. Архивирано из оригинала 10. 06. 2007. г. Приступљено 08. 08. 2024.
- Borsuk, Mark Edward (2008). „Ecological informatics: Bayesian networks”.  Ур.: Jørgensen, Sven Erik; Fath, Brian. Encyclopedia of Ecology. Elsevier. ISBN 978-0-444-52033-3.
- Castillo, Enrique; Gutiérrez, José Manuel; Hadi, Ali S. (1997). „Learning Bayesian Networks”. Expert Systems and Probabilistic Network Models. Monographs in computer science. New York: Springer-Verlag. стр. 481–528. ISBN 978-0-387-94858-4.
- Comley, Joshua W.; Dowe, David L. (јун 2003). „General Bayesian networks and asymmetric languages”. Proceedings of the 2nd Hawaii International Conference on Statistics and Related Fields.
- Comley, Joshua W.; Dowe, David L. (2005). „Minimum Message Length and Generalized Bayesian Nets with Asymmetric Languages”.  Ур.: Grünwald, Peter D.; Myung, In Jae; Pitt, Mark A. Advances in Minimum Description Length: Theory and Applications. Neural information processing series. Cambridge, Massachusetts: Bradford Books (MIT Press) (објављено април 2005). стр. 265—294. ISBN 978-0-262-07262-5. (This paper puts decision trees in internal nodes of Bayes networks using Minimum Message Length (MML).
- Darwiche, Adnan (2009). Modeling and Reasoning with Bayesian Networks. Cambridge University Press. ISBN 978-0-521-88438-9.
- Dowe, David L. (2011-05-31). „Hybrid Bayesian network graphical models, statistical consistency, invariance and uniqueness” (PDF). Philosophy of Statistics (на језику: енглески). Elsevier. стр. 901–982. ISBN 978-0-08-093096-1.
- Fenton, Norman; Neil, Martin E. (новембар 2007). „Managing Risk in the Modern World: Applications of Bayesian Networks” (PDF). A Knowledge Transfer Report from the London Mathematical Society and the Knowledge Transfer Network for Industrial Mathematics. London (England): London Mathematical Society. Архивирано из оригинала (PDF) 2008-05-14. г. Приступљено 2008-10-29.
- Fenton, Norman; Neil, Martin E. (23. 7. 2004). „Combining evidence in risk analysis using Bayesian Networks” (PDF). Safety Critical Systems Club Newsletter. 13 (4). Newcastle upon Tyne, England. стр. 8—13. Архивирано из оригинала (PDF) 2007-09-27. г.
- Gelman, Andrew; Carlin, John B; Stern, Hal S; Rubin, Donald B (2003). „Part II: Fundamentals of Bayesian Data Analysis: Ch.5 Hierarchical models”. Bayesian Data Analysis. CRC Press. стр. 120—. ISBN 978-1-58488-388-3.
- Heckerman, David (1. 3. 1995). „Tutorial on Learning with Bayesian Networks”.  Ур.: Jordan, Michael Irwin. Learning in Graphical Models. Adaptive Computation and Machine Learning. Cambridge, Massachusetts: MIT Press (објављено 1998). стр. 301—354. ISBN 978-0-262-60032-3. Архивирано из оригинала 19. 7. 2006. г. Приступљено 15. 9. 2006.:Also appears as Heckerman, David (март 1997). „Bayesian Networks for Data Mining”. Data Mining and Knowledge Discovery. 1 (1): 79—119. S2CID 6294315. doi:10.1023/A:1009730122752.

An earlier version appears as, Microsoft Research, March 1, 1995. The paper is about both parameter and structure learning in Bayesian networks.
- Jensen, Finn V; Nielsen, Thomas D. (6. 6. 2007). Bayesian Networks and Decision Graphs. Information Science and Statistics series (2nd изд.). New York: Springer-Verlag. ISBN 978-0-387-68281-5.
- Karimi, Kamran; Hamilton, Howard J. (2000). „Finding temporal relations: Causal bayesian networks vs. C4. 5” (PDF). Twelfth International Symposium on Methodologies for Intelligent Systems.
- Korb, Kevin B.; Nicholson, Ann E. (децембар 2010). Bayesian Artificial Intelligence. CRC Computer Science & Data Analysis (2nd изд.). Chapman & Hall (CRC Press). ISBN 978-1-58488-387-6. S2CID 22138783. doi:10.1007/s10044-004-0214-5.
- Lunn D, Spiegelhalter D, Thomas A, Best N (новембар 2009). „The BUGS project: Evolution, critique and future directions”. Statistics in Medicine. 28 (25): 3049—67. PMID 19630097. S2CID 7717482. doi:10.1002/sim.3680.
- Neil M, Fenton N, Tailor M (август 2005).  Greenberg, Michael R., ур. „Using Bayesian networks to model expected and unexpected operational losses” (PDF). Risk Analysis. 25 (4): 963—72. PMID 16268944. S2CID 3254505. doi:10.1111/j.1539-6924.2005.00641.x.
- Pearl, Judea (септембар 1986). „Fusion, propagation, and structuring in belief networks”. Artificial Intelligence. 29 (3): 241—288. doi:10.1016/0004-3702(86)90072-X.
- Pearl, Judea (1988). Probabilistic Reasoning in Intelligent Systems: Networks of Plausible Inference. Representation and Reasoning Series (2nd printing изд.). San Francisco, California: Morgan Kaufmann. ISBN 978-0-934613-73-6.
- Pearl, Judea; Russell, Stuart (новембар 2002). „Bayesian Networks”.  Ур.: Arbib, Michael A. Handbook of Brain Theory and Neural Networks. Cambridge, Massachusetts: Bradford Books (MIT Press). стр. 157—160. ISBN 978-0-262-01197-6.
- Russell, Stuart J.; Norvig, Peter (2003), Artificial Intelligence: A Modern Approach (2nd изд.), Upper Saddle River, New Jersey: Prentice Hall, ISBN 0-13-790395-2.
- Zhang, Nevin Lianwen; Poole, David (мај 1994). „A simple approach to Bayesian network computations” (PDF). Proceedings of the Tenth Biennial Canadian Artificial Intelligence Conference (AI-94).: 171—178. This paper presents variable elimination for belief networks.
- Conrady, Stefan; Jouffe, Lionel (2015-07-01). Bayesian Networks and BayesiaLab – A practical introduction for researchers. Franklin, Tennessee: Bayesian USA. ISBN 978-0-9965333-0-0.
- Charniak, Eugene (зима 1991). „Bayesian networks without tears” (PDF). AI Magazine.
- Kruse, Rudolf; Borgelt, Christian; Klawonn, Frank; Moewes, Christian; Steinbrecher, Matthias; Held, Pascal (2013). Computational Intelligence A Methodological Introduction. London: Springer-Verlag. ISBN 978-1-4471-5012-1.
- Borgelt, Christian; Steinbrecher, Matthias; Kruse, Rudolf (2009). Graphical Models – Representations for Learning, Reasoning and Data Mining (Second изд.). Chichester: Wiley. ISBN 978-0-470-74956-2.

## Spoljašnje veze
- An Introduction to Bayesian Networks and their Contemporary Applications Архивирано на веб-сајту  (21. мај 2017)
- On-line Tutorial on Bayesian nets and probability
- Web-App to create Bayesian nets and run it with a Monte Carlo method
- Continuous Time Bayesian Networks
- Bayesian Networks: Explanation and Analogy
- A live tutorial on learning Bayesian networks
- A hierarchical Bayes Model for handling sample heterogeneity in classification problems, provides a classification model taking into consideration the uncertainty associated with measuring replicate samples.
- Hierarchical Naive Bayes Model for handling sample uncertainty Архивирано 2007-09-28 на сајту , shows how to perform classification and learning with continuous and discrete variables with replicated measurements.